# 라이 위드 미
《라이 위드 미》(Lie With Me)는 캐나다에서 제작된 클레먼트 버고 감독의 2005년 드라마, 멜로/로맨스 영화이다. Tamara Faith Berger의 동명의 2001년 소설에 기반을 두고 있다. 로렌 리 스미스 등이 주연으로 출연하였고 데이몬 돌리베이라 등이 제작에 참여하였다.

## 출연

### 주연
- 로렌 리 스미스
- 에릭 벌포

### 조연
- 리차드 셰볼로
- 프랭크 치에수린
- 마이클 팩시올로
- 돈 프랭크스
- 크리스틴 레만
- 니콜라 립먼
- 케이트 린치
- 메이코 누엔
- 폴리 새논
- 테레사 토바
- 론 화이트

## 기타
- 라인프로듀서: 하틀리 고렌스타인
- 미술: 캐슬린 클라이미
- 의상: 앙투아네트 메삼
- 배역: 존 부챈
- 배역: 웬디 오브라이언